# 马林斯基剧院交响乐团

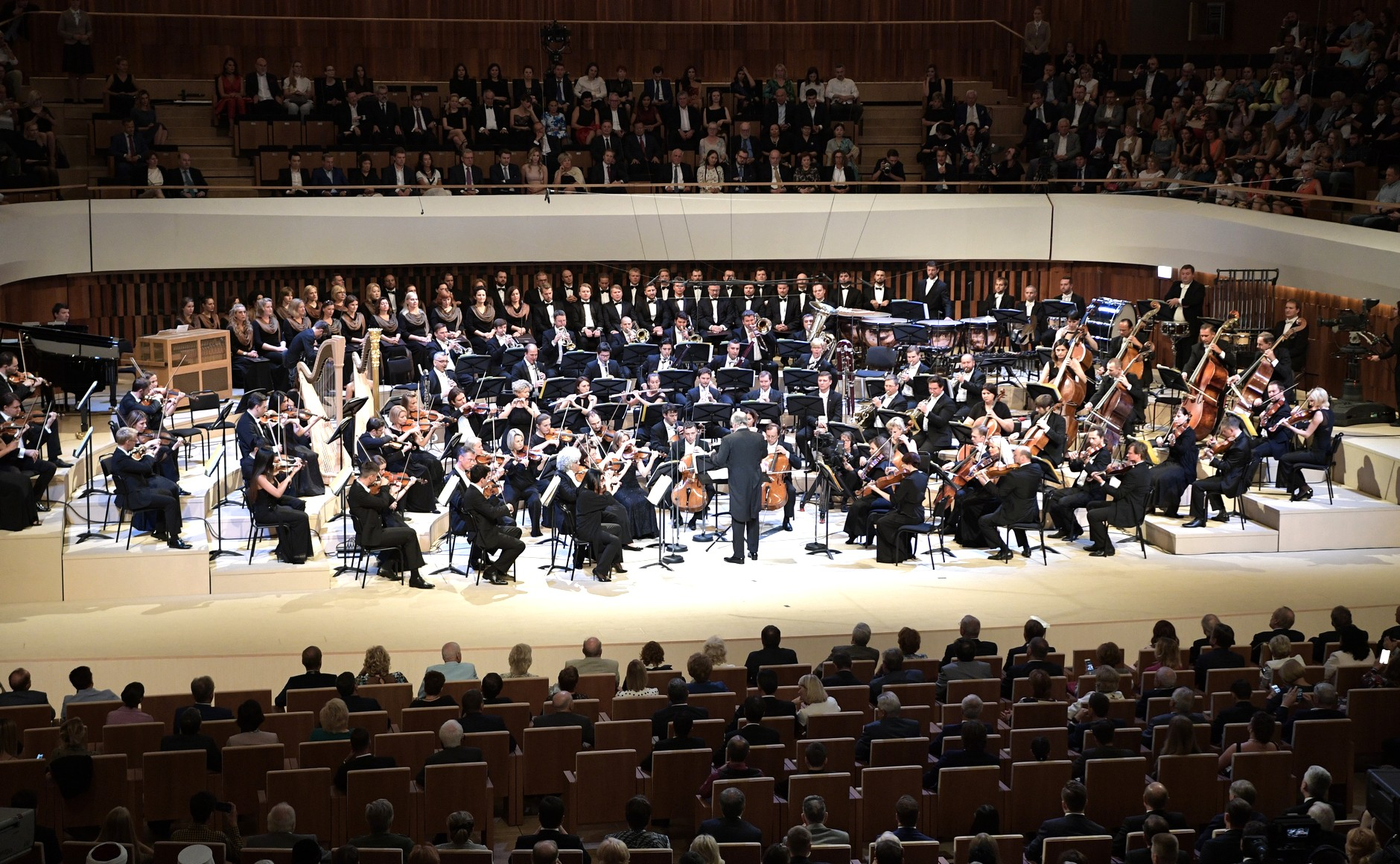
马林斯基剧院交响乐团在扎里亚季耶音乐厅，2018年

马林斯基剧院交响乐团（俄语：Симфонический оркестр Мариинского театра），简称马林斯基乐团（英語：Mariinsky Orchestra），是位于圣彼得堡马林斯基剧院的管弦乐团，成立于1783年，是俄罗斯历史最悠久的音乐团体之一。
1935年，斯大林将剧院改名，以纪念一年前被谋杀的列宁格勒州委书记基洛夫，乐团随之更名为基洛夫乐团（英語：Kirov Orchestra）。1992年苏联解体后，乐团名称改回为马林斯基乐团。
马林斯基剧院现任艺术总监为瓦列里·格吉耶夫，乐团的首席客座指挥为尼科莱·斯奈德。

## 历任首席指挥
- 康斯坦丁·利亚多夫（俄语：Лядов, Константин Николаевич）（1860－1869）
- 爱德华·纳普拉夫尼克（英语：Eduard Nápravník）（1869－1916）
- 埃米尔·库珀（英语：Emil Cooper）（1919－1924）
- 弗拉基米尔·德拉尼什尼科夫（英语：Дранишников, Владимир Александрович）（1925－1936）
- 阿里·帕佐夫斯基（英语：Ariy Pazovsky）（1936－1943）
- 鲍里斯·凯金（英语：Boris Khaykin）（1944－1953）
- 谢尔盖·叶利钦（俄语：Ельцин, Сергей Витальевич）（1953－1956）
- 爱德华·格里库罗夫（英语：Edouard Grikurov）（1956－1960）
- 尼亚兹·塔吉扎德-哈吉别约夫（英语：Niyazi）（1960－1961）
- 亚历山大·克里莫夫（俄语：Климов, Александр Игнатьевич）（1961－1967）
- 康斯坦丁·西蒙诺夫（俄语：Симеонов, Константин Арсеньевич）（1967－1975）
- 维克多·费多托夫（俄语：Федотов, Виктор Андреевич）（1975－1976）
- 尤里·捷米尔卡诺夫（1976－1988）
- 瓦列里·捷吉耶夫（1988年至今）

## 參照
- 管弦樂團